# Casa Jeneret

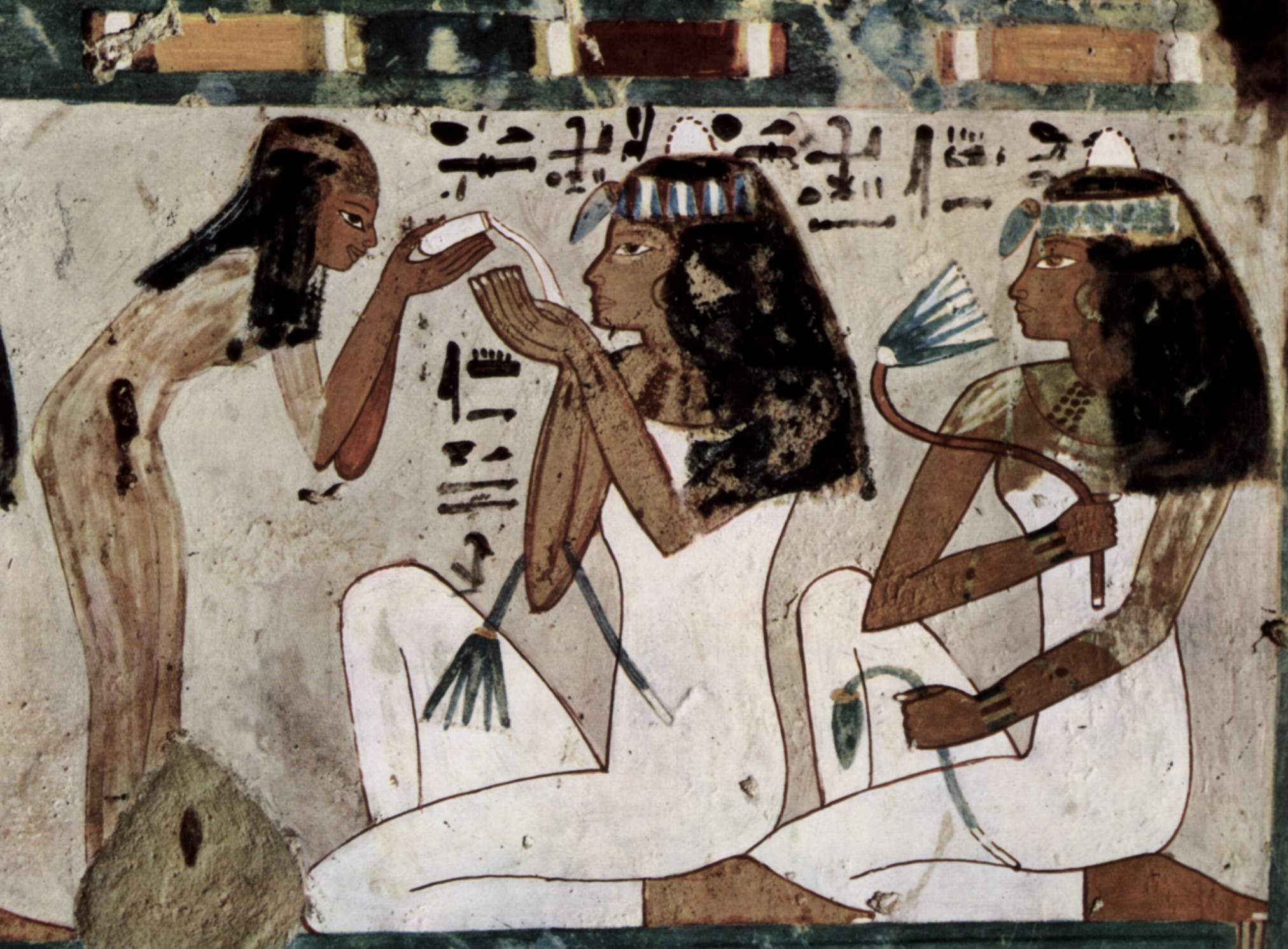
Damas egipcias.

La Casa Jeneret era la institución encargada de la educación de los príncipes y princesas del antiguo Egipto. Allí habitaban la madre del faraón, la Gran Esposa Real, las esposas secundarias y los hijos e hijas de todas las reinas y concubinas; se hallaba junto al palacio, independiente del edificio real, y poseía una gran importancia.
La palabra Jeneret significa "casa de las bellezas", "casa cerrada" o "lugar cerrado", aunque Jener significa también "tocar música" o "llevar el ritmo".

## Educación
Las damas de la Casa Jeneret se educaban en muchos aspectos, pero sobre todo se instruían en música y danza, aprendiendo a tañer el arpa, el laúd o la flauta. Sus danzas rituales y melodías apaciguaban a las divinidades y el ambiente de armonía regocijaba a todo el mundo.
Una importante actividad que se realizaba en las escuelas de la Casa Jeneret era la confección de vestidos y la elaboración de hermosos útiles de belleza y aseo, pues disponían de talleres de alfarería, carpintería y tejido, así como de graneros; además arrendaban sus propios terrenos para obtener beneficios. Así, en El Fayum, tenían sus reservas de caza y pesca.
La jerarquía en la Casa Jeneret dependía de la Gran Esposa Real, los funcionarios que trabajaban para los talleres, los administradores y los sirvientes. La directora ostentaba el título de Sehpset "la venerable", las demás mujeres, pertenecientes a la nobleza, tenían el título de Ornamento Real.

## Influencia
En el Imperio Antiguo los altos dignatarios del faraón se casaban con las mujeres que ocupaban altos cargos en la Casa Jeneret. Así estos podrían ascender más fácilmente y el monarca se aseguraba una mayor fidelidad.
Esta institución llegó a tener suma influencia y, durante el Imperio Nuevo, se le concedió la potestad de participar en las decisiones de política exterior. El chaty recogía las órdenes en la Casa Jeneret cuando el faraón se encontraba en campaña militar o misión diplomática. Las reinas se ocupaban de mantener correspondencia con las soberanas de países aliados o enemigos; también se llegaba a tratar asuntos de sucesión, algunas veces sin el conocimiento del monarca. Varios faraones fueron hijos de esposas secundarias, como: Tiaa, Mutemuia, Tiy y Tuya.
La Casa Jeneret, constituye el modelo de funcionamiento del "harén" oriental, y el término se usa para referirse a esta institución. La visión contemporánea, derivada del harén otomano, está fuertemente influida por la animadversión que una institución de naturaleza polígama generaba en la sociedad victoriana.

## Igualdad de género
Según algunos autores, en el antiguo Egipto la relación de género era de gran igualdad y equidad. Este hecho se evidencia en la mitología y en la organización del Estado. La Casa Jeneret sería, entonces, un ejemplo de dicha igualdad. Otros autores, sin embargo, matizan estas afirmaciones señalando que, a pesar de una mayor presencia femenina en la vida comunitaria,  "... la visión de las mujeres egipcias como seres altamente considerados y valorados [...] es una idealización que no corresponde totalmente con la realidad del mundo egipcio antiguo".